# Palau a 2018-as birkózó-világbajnokságon
Palau a Budapesten rendezett 2018-as birkózó-világbajnokság egyik részt vevő nemzete volt, 3 sportolóval képviseltette magát.

## Eredmények

### Férfi szabadfogású birkózás
| Versenyző                   | Versenyszám | Selejtező                                      | Nyolcaddöntő      | Negyeddöntő       | Elődöntő          | Vigaszág első kör | Vigaszág második kör | Bronz- mérkőzés   | Döntő             | Helyezés |
| Versenyző                   | Versenyszám | Ellenfél Eredmény                              | Ellenfél Eredmény | Ellenfél Eredmény | Ellenfél Eredmény | Ellenfél Eredmény | Ellenfél Eredmény    | Ellenfél Eredmény | Ellenfél Eredmény | Helyezés |
| --------------------------- | ----------- | ---------------------------------------------- | ----------------- | ----------------- | ----------------- | ----------------- | -------------------- | ----------------- | ----------------- | -------- |
| Guy Robert De Lumeau Junior | 74 kg       | Mosztafa Mohabbali Hosszeinkhani · Irán · 11–0 | kiesett           | kiesett           | kiesett           |                   |                      |                   |                   |          |
| Florian Skilang Temengil    | 125 kg      | Catriel Pehuen Muriel · Argentína · 8–7        | kiesett           | kiesett           | kiesett           |                   |                      |                   |                   |          |

### Férfi kötöttfogású birkózás
| Versenyző                  | Versenyszám | Selejtező (64-es tábla)                        | Selejtező (32-es tábla) | Nyolcaddöntő      | Negyeddöntő       | Elődöntő          | Vigaszág első kör | Vigaszág második kör | Bronz- mérkőzés   | Döntő             | Helyezés |
| Versenyző                  | Versenyszám | Ellenfél Eredmény                              | Ellenfél Eredmény       | Ellenfél Eredmény | Ellenfél Eredmény | Ellenfél Eredmény | Ellenfél Eredmény | Ellenfél Eredmény    | Ellenfél Eredmény | Ellenfél Eredmény | Helyezés |
| -------------------------- | ----------- | ---------------------------------------------- | ----------------------- | ----------------- | ----------------- | ----------------- | ----------------- | -------------------- | ----------------- | ----------------- | -------- |
| Jarvissadam Blesam Tarkong | 72 kg       | Joilson de Brito Ramos Junior · Brazília · 8–0 | kiesett                 | kiesett           | kiesett           | kiesett           |                   |                      |                   |                   |          |